# Мятлик красивый
Мятлик красивый (лат.  Poa calliopsis)  — вид травянистых растений рода Мятлик (Poa) семейства Злаки (Poaceae).

## Ботаническое описание
Многолетнее травянистое растение высотой 3 — 25 см. Корневище удлиненное. Стебли прямостоячие, 0,5 — 1 мм шириной, в основании имеют волокнистые остатки отмерших листьев. Листья плоские, 1 — 4 см длиной. Лигулы тупые, 1,5 — 2 мм длиной.
Соцветие  — продолговатая либо пирамидальная метёлка длиной 1,5 — 4,5 см длиной. Колоски желтовато-бурые или фиолетовые, длиной 3,5 — 4,5 мм, широкоэллиптической либо яйцевидной формы; каждый колосок содержит от 1 до 3 цветков. Колосковые чешуи эллиптические либо яйцевидные. Леммы длиной 2,7 — 3,5 мм, широко продолговатые, с округлым концом и ресничками по килю и жилкам. Пыльники длиной 1,5 — 2 мм. Цветёт с июля по август.
Число хромосом 2n = 28. Известны гибриды с Poa qinghaiensis.
Описан с Памира.

## Экология и распространение
Встречается на альпийских лугах на высоте 3000 — 5400 метров.
Обитает в Индии, Бутане, Непале, Китае, Кыргызстане, Таджикистане и Пакистане.